# Елсворт (Канзас)
Елсворт (енгл. Ellsworth) град је у америчкој савезној држави Канзас.

## Демографија
По попису из 2010. године број становника је 3.120, што је 155 (5,2%) становника више него 2000. године.
| Група             | 2000.         | 2010.         |
| Белци             | 2.546 (85,9%) | 2.574 (82,5%) |
| Афроамериканци    | 224 (7,6%)    | 290 (9,3%)    |
| Азијати           | 15 (0,5%)     | 14 (0,4%)     |
| Хиспаноамериканци | 117 (3,9%)    | 194 (6,2%)    |
| Укупно            | 2.965         | 3.120         |